# Nadieżda Obuchowa
Nadieżda Andriejewna Obuchowa, ros. Надежда Андреевна Обухова (ur. 22 lutego?/6 marca 1886 w Moskwie, zm. 14 sierpnia 1961 w Teodozji) – rosyjska śpiewaczka operowa, mezzosopran.

## Życiorys
Początkowo kształciła się we Francji, następnie w latach 1905–1912 była uczennicą Umberto Masettiego w Konserwatorium Moskiewskim. Zadebiutowała w 1916 roku rolą Pauliny w Damie pikowej Piotra Czajkowskiego na deskach moskiewskiego Teatru Bolszoj. Ze sceną tą związana była do 1943 roku, w tym czasie kreując role m.in. Orfeusza w Orfeuszu i Eurydyce Glucka, Amneris w Aidzie Verdiego, Dalili w Samsonie i Dalili Saint-Saënsa, Carmen w Carmen Bizeta, Fryki i Erdy w Pierścieniu Nibelunga Wagnera, Maryny w Borysie Godunowie, Marfy w Chowańszczyźnie, Kończakówny w Kniaziu Igorze Borodina, Tkaczychy w Bajce o carze Sałtanie Rimskiego-Korsakowa. W 1927 roku kreowała rolę Klarysy w moskiewskiej premierze Miłości do trzech pomarańczy Siergieja Prokofjewa. Występowała także w repertuarze oratoryjnym i pieśniarskim. Jej wykonania zostały zarejestrowane na płytach przez wytwórnię Miełodija.
W 1943 roku otrzymała Nagrodę Stalinowską.